# Liste der niederländischen Botschafter in Deutschland
Die Leiter der Gesandtschaft wurden von 1814 bis 1940 als außerordentliche Gesandte und Ministre plénipotentiaire besoldet. Ab 1951 war der Titel in Bonn Botschafter des Königreichs der Niederlande

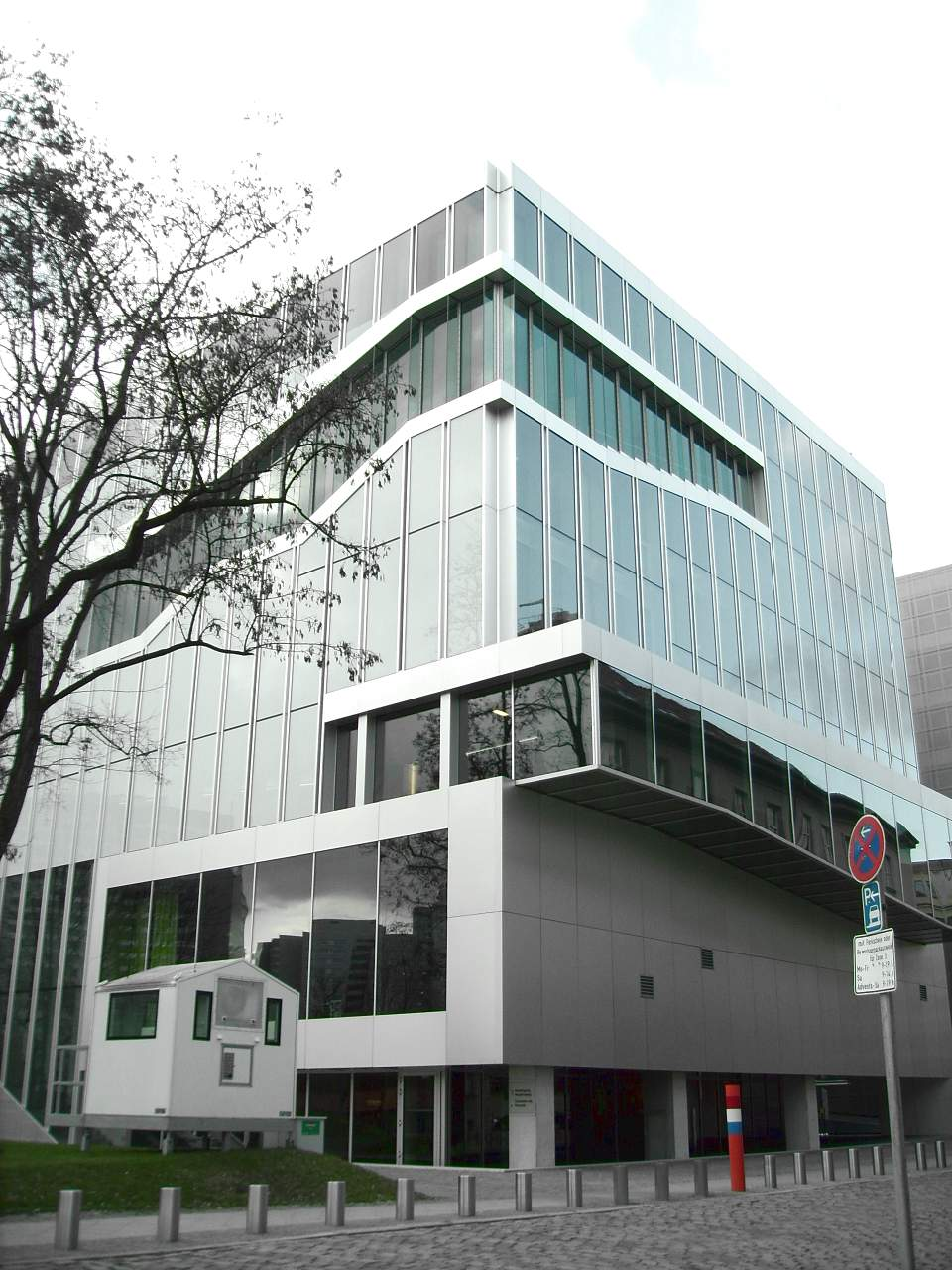
2. März 2004: Niederländische Botschaft Berlin, Ellen van Loon und Rem Koolhaas, Office for Metropolitan Architecture

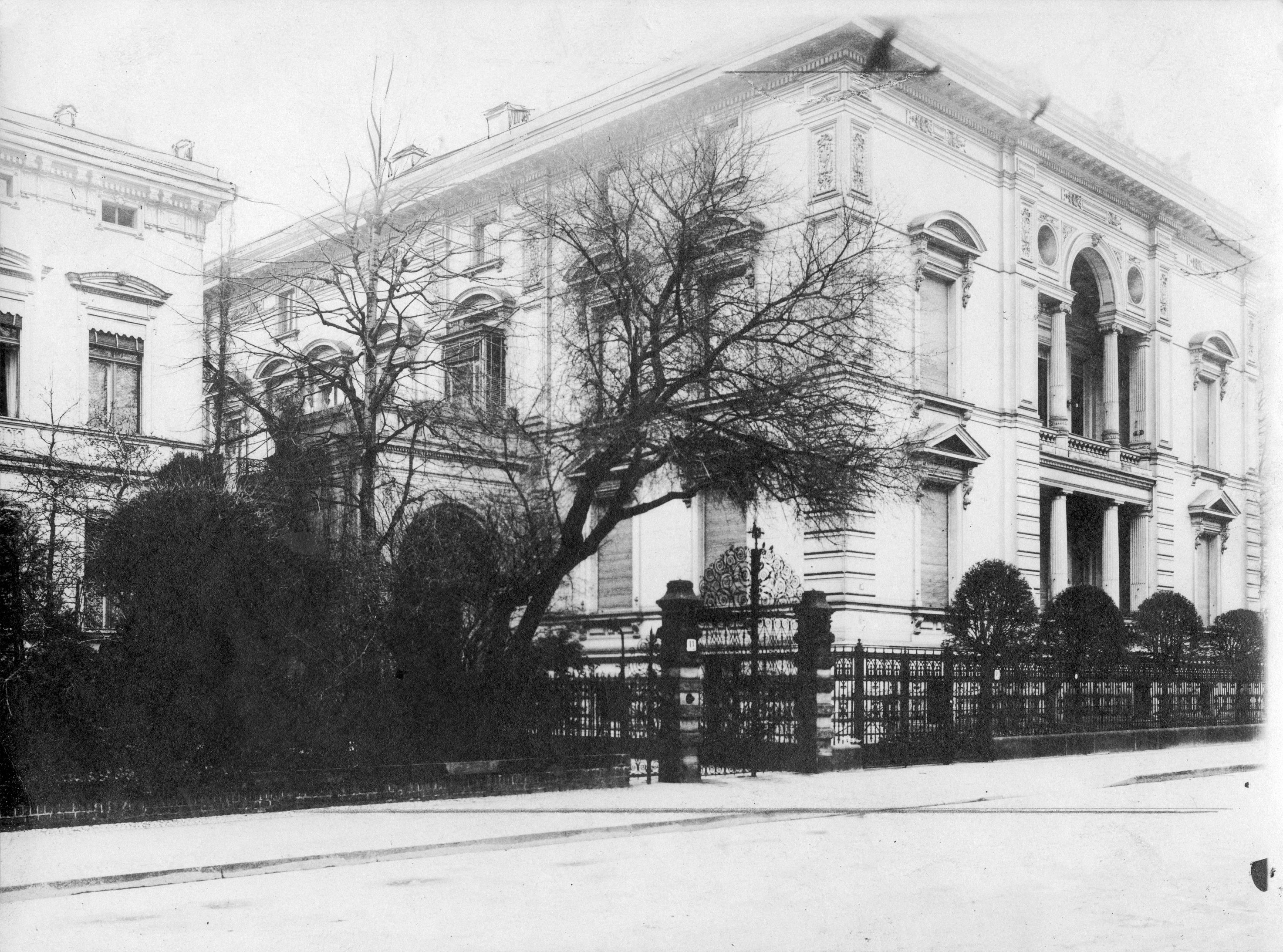
Niederländische Gesandtschaft im Tiergartenviertel in Berlin, 1921–1940

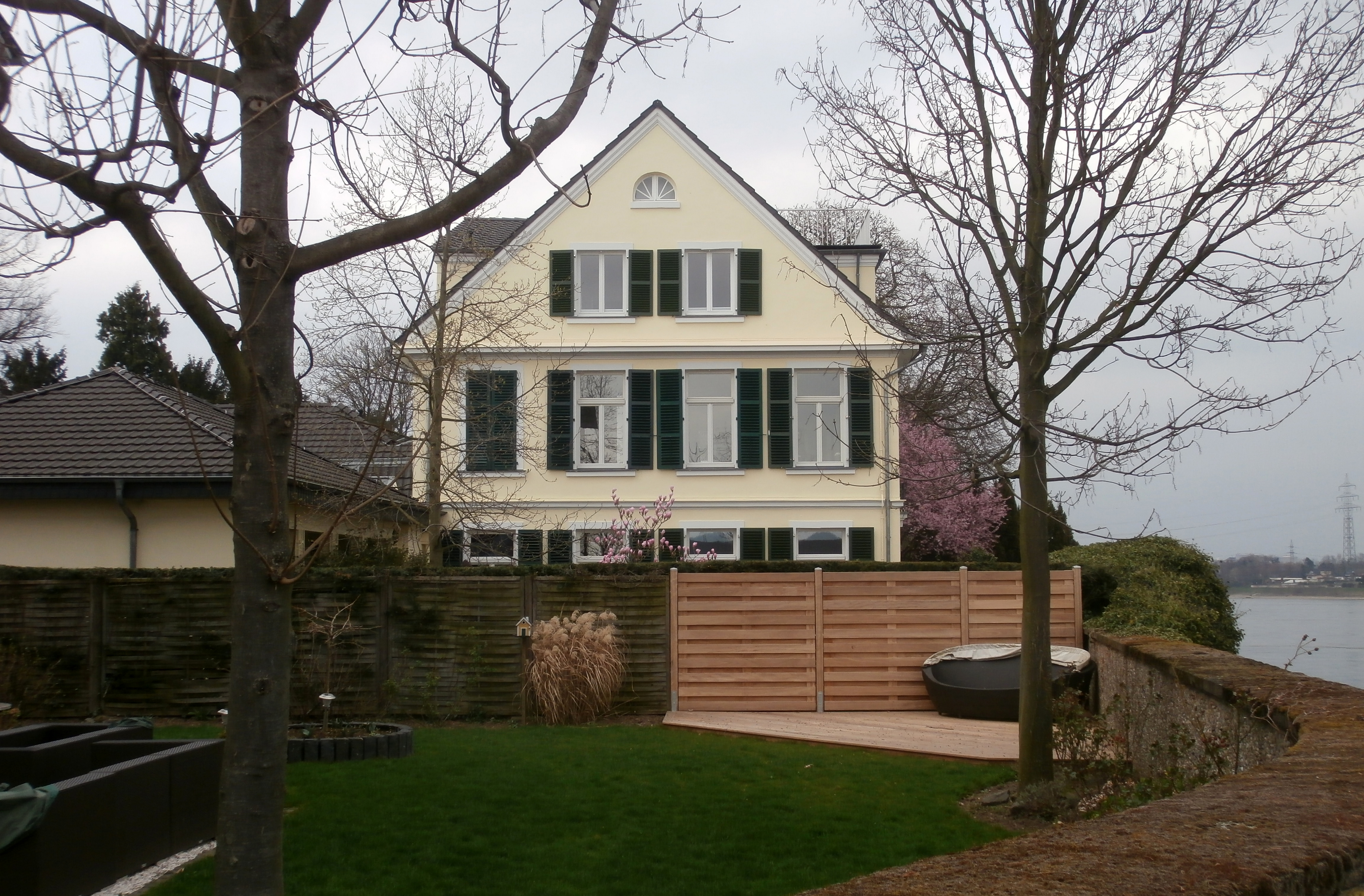
Dietkirchener Hof in Urfeld, 1951–1964 Residenz des niederländischen Botschafters

Von 1894 bis 1921 befand sich die Gesandtschaft im Palais der Bankiersfamilie Friedrich Meyer in der Voßstraße 16. Von 1921 bis 1940 befand sie sich in der Villa des Bankiers und Kunstsammlers Eugen Gutmann in der Rauchstraße 10. Dieses Gebäude wurde in den 1930er Jahren mit der gegenüber neu erbauten norwegischen Gesandtschaft durch eine Doppelarkade verbunden, die auch als Vorfahrt für Kraftfahrzeuge genutzt wurde. Die Villa in der Rauchstraße 10 wurde im Zweiten Weltkrieg zerstört, die Doppelarkade abgerissen und das Grundstück 1957 verkauft. Von 1951 bis 1964 residierte der niederländische Botschafter im Dietkirchener Hof in Urfeld. Von 1964 bis 2000 befand sich die königlich-niederländische Botschaft in Bonn am Sträßchensweg.

## Botschafter

### Niederländische Gesandte im Bundestag des Deutschen Bundes
Gesandte, die im Bundestag des Deutschen Bunds das Großherzogtum Luxemburg (1815–1866) und das Herzogtum Limburg (1839–1866) vertraten:
- 1816–1818: Hans Christoph Ernst von Gagern (1766–1852)
- 1818–1841: Mathias Charles Thomas Marie de Hemricourt de Grunne (1769–1853)
- 1841–1866: Friedrich Heinrich Wilhelm von Scherff (1789–1869)

### Niederländische Gesandte im Deutschen Reich
| Ernannt / Akkreditiert | Name                                      | Bemerkungen | ernannt während der Regierung von | akkreditiert bei | Posten verlassen |
| ---------------------- | ----------------------------------------- | --- | --------------------------------- | ---------------- | ---------------- |
| 8. Apr. 1871           | Willem Frederik Rochussen                 | (* 18. Dezember 1832 in Amsterdam; † 17. Juli 1912 in Den Haag) | Johan Rudolf Thorbecke            | Wilhelm I.       | 1881             |
| 1883                   | Frederick Philip van der Hoeven           | (* 1832; † 1904) | Jan Heemskerk                     | Wilhelm I.       | 1894             |
| 1894                   | Dirk Arnold Willem van Tets van Goudriaan | (* 1870) | Joan Röell                        | Wilhelm II.      | 1906             |
| Jan. 1906              | Willem Gevers                             | Willem Alexander Frederik Gevers zu Berlin gab der Regierung des Deutschen Reichs im März 1915 zur Kenntnis, dass die niederländische Regierung immer bereit sein würde, als Vermittlerin für den Frieden aufzutreten | Theo de Meester                   | Wilhelm II.      | 1927             |
| 1927                   | Johan Paul van Limburg Stirum             | | Dirk Jan de Geer                  | Wilhelm Marx     | 1938             |
| 1938                   | Hendrik Maurits van Haersma de With       | (* 15. Juni 1884; † 10. September 1945 in Putten) | Hendrikus Colijn                  | Kabinett Hitler  | 14. Mai 1940     |
| 14. Mai 1940           | Adrianus Millenaar                        | (* 10. Januar 1899 in Andelin, Andel (Nederland); † 23. August 1981 in Den Haag) Schutzmacht Schweden. Als eine Zeitlang die routinemäßigen Mitteilungen über den Tod niederländischer Juden in deutschen Konzentrationslagern in auffälliger Zahl in die Niederlande geschickt wurden und Schweden protestierte sowie auf eine Prüfung drängte, befasste sich die Rechtsabteilung des Auswärtigen Amtes mit diesem „Fall“ und suchte Auswege. Auf Vorschlag der Rechtsabteilung wurden keine Mitteilungen mehr gemacht | Pieter Sjoerds Gerbrandy          | Kabinett Hitler  | 1945             |

### Niederländische Botschafter in der Bundesrepublik Deutschland
| Ernannt / Akkreditiert | Name                                         | Bemerkungen | ernannt während der Regierung von | akkreditiert bei      | Posten verlassen |
| ---------------------- | -------------------------------------------- | --- | --------------------------------- | --------------------- | ---------------- |
| 1951                   | Jim de Booy                                  | (* 24. Juli 1885 in Kralingen Gemeinde Rotterdam; † 1. März 1969) Admiral, 2. Juni 1944 – 8. Februar 1945: Minister für Schifffahrt und Fischerei | Willem Drees                      | Kabinett Adenauer I   | 1953             |
| 1953                   | Arnold Theodoor Lamping                      | (* 1893; † 1970) 29. September 1950: Gouverneur Surinam                                                                                           | Willem Drees                      | Kabinett Adenauer I   | 1959             |
| 1959                   | Hendrik Frederick Lodewijk Karel Vredenburch | (* 1905; † 1981) | Jan de Quay                       | Kabinett Adenauer III | 1962             |
| 1962                   | Gerard Eliza van Ittersum                    | (* 18. April 1905 in Middelburg; † 1. Mai 1988 in Laren, Noord-Holland) ab 1955 mit Joanita Blank verheiratet                                     | Jan de Quay                       | Kabinett Adenauer IV  | 1967             |
| 1967                   | Jacobus Gijsbertus De Beus                   | (* 18. Oktober 1909 in Batavia; † 23. Juni 1991 in Founex (Zwitserland)) 1957 bis 1960: Botschafter in Moskau                                     | Piet de Jong                      | Kabinett Kiesinger    | 1974             |
| 1975                   | Diederic Wolter van Lyndon                   | | Joop den Uyl                      | Kabinett Schmidt I    | 1980             |
| Juni 1982              | Kaspar Willem Reinink                        | ab 24. September 1973 Botschafter in Berlin | Ruud Lubbers                      | Kabinett Kohl II      |                  |
| 1986                   | Jan G. van der Tas                           | (* 9. März 1928; † 10. September 2009) | Ruud Lubbers                      | Kabinett Kohl II      | 1993             |
| 1. Juni 1993           | Arnold Peter van Walsum                      | | Ruud Lubbers                      | Kabinett Kohl IV      | 1998             |
| 1999                   | Nikolaos van Dam                             | (* 1. April 1945 in Amsterdam) | Wim Kok                           | Kabinett Schröder I   | 22. Aug. 2005    |
| 22. Aug. 2005          | Peter P. van Wulfften Palthe                 | (* 3. April 1950) | Jan Peter Balkenende              | Kabinett Schröder II  | 13. Aug. 2009    |
| 13. Aug. 2009          | Marnix Krop                                  | (* 2. September 1948) | Jan Peter Balkenende              | Kabinett Merkel I     | 2013             |
| 2013                   | Monique van Daalen                           | (* 1960) | Mark Rutte                        | Kabinett Merkel III   | 2017             |
| 2017                   | Wepke Kingma                                 | (* 16. September 1955) | Mark Rutte                        | Kabinett Merkel III   | August 2021      |
| 1. Sep. 2021           | Ronald van Roeden                            | (* 10. September 1957) | Mark Rutte                        | Kabinett Merkel IV    | 2024             |
| 23. Okt. 2024          | Hester Marie-Jeanne Somsen                   | (* 15. März 1972) | Dick Schoof                       | Kabinett Scholz       |                  |

## Gesandte in den deutschen Staaten (vor 1871)

### Niederländische Gesandte in Bayern
- 1789–1797: Heinrich August von Kinkel[16] (1747–1821)
- 1807–1809: Jean Charles van Bylandt[16] (1776–1841)

### Niederländische Gesandte in Hannover
- 1671–1674: Theodoor (Dirk) Brasser[16] (1637–1674)
- 1687–1689: Jacob Hop[16] (1654–1725)

### Niederländische Gesandte in Sachsen
- 1691–1692: Walraven van Heeckeren[16] (1643–1701)
- 1725–1743: Carel Rumpf[16] (1685–1749)
- 1746–1750: L. van Marte[16]
- 1750–1764: Cornelis Calkoen[16] (1696–1764)

### Niederländische Gesandte in Württemberg
- 1702–1703: Albert van der Meer (1659–1713)
- 1704–1709: Adolph Hendrik van Rechteren (1656–1731)
- 1744–1747: Tjaard van Aylva (1712–1757)
- 1797–1801: Paulus Hubert Adriaan Jan Strick van Linschoten (1769–1819)
- 1801–1805: Anthony Boldewijn Gijsbert van Dedem van den Gelder (1774–1825)
- 1803–1805: Alexander Diederik van Spaen (1774–1805)
- 1807–1808: Salomon Dedel (1775–1846)